# Twisp
Twisp ist eine Kleinstadt (Town) im Okanogan County im US-Bundesstaat Washington. Zum United States Census 2020 lebten in Twisp 992 Einwohner.

## Geschichte
Der Name Twisp kommt aus dem Okanagan, der Ausdruck /txʷəc’p/ bedeutet „Wespe“. Es wurde zuerst von H. C. Glover besiedelt und 1897 als Stadt parzelliert.

### Okanogan-Complex-Waldbrand 2015
Twisp wurde gemeinsam mit mehreren anderen benachbarten Städten im Okanogan County im August 2015 evakuiert, als der Okanogan-Komplex den Siedlungen zu nahekam. Drei Feuerwehrmänner wurden am 19. August beim Kampf gegen die Flammen nahe Twisp getötet.

## Geographie
Nach dem United States Census Bureau nimmt die Stadt eine Gesamtfläche von 3,06 Quadratkilometern ein, worunter keine Wasserflächen sind. Twisp liegt an der Mündung des Twisp River in den Methow River.

## Klima
|                        | Jan    | Feb    | Mär    | Apr    | Mai   | Jun   | Jul   | Aug   | Sep   | Okt    | Nov    | Dez    |   |        |
| Mittl. Temperatur (°C) | −5,00  | −1,94  | 3,61   | 8,33   | 13,06 | 16,67 | 20,00 | 19,72 | 15,28 | 8,33   | 0,83   | −5,83  | ⌀ | 7,8    |
| Mittl. Tagesmax. (°C)  | 13,89  | 16,67  | 25,00  | 31,67  | 37,78 | 37,78 | 41,11 | 40,56 | 37,78 | 30,56  | 20,00  | 12,22  | ⌀ | 28,8   |
| Mittl. Tagesmin. (°C)  | −35,56 | −33,33 | −23,33 | −10,56 | −6,67 | −2,22 | −0,56 | −1,11 | −7,78 | −15,00 | −27,22 | −44,44 | ⌀ | −17,3  |
|                        |        |        |        |        |       |       |       |       |       |        |        |        |   |        |
| Niederschlag (mm)      | 49,53  | 34,80  | 26,16  | 19,30  | 28,45 | 29,97 | 19,05 | 13,72 | 10,67 | 27,43  | 53,09  | 63,50  | Σ | 375,67 |

| −35,56 |

| −33,33 |

| −23,33 |

| −10,56 |

| −6,67 |

| −2,22 |

| −0,56 |

| −1,11 |

| −7,78 |

| −15,00 |

| −27,22 |

| −44,44 |

| −35,56 |

| −33,33 |

| −23,33 |

| −10,56 |

| −6,67 |

| −2,22 |

| −0,56 |

| −1,11 |

| −7,78 |

| −15,00 |

| −27,22 |

| −44,44 |

## Demographie
| Jahr | Einwohner¹ |
| ---- | ---------- |
| 1910 | 227        |
| 1920 | 289        |
| 1930 | 335        |
| 1940 | 477        |
| 1950 | 776        |
| 1960 | 750        |
| 1970 | 756        |
| 1980 | 911        |
| 1990 | 872        |
| 2000 | 938        |
| 2010 | 919        |
| 2020 | 992        |

¹ 1910–2020: Volkszählungsergebnisse

### Census 2000
Nach der Volkszählung von 2000 gab es in Twisp 938 Einwohner, 438 Haushalte und 258 Familien. Die Bevölkerungsdichte betrug 312,2 pro km². Es gab 505 Wohneinheiten bei einer mittleren Dichte von 168,1 pro km².
Die Bevölkerung bestand zu 96,16 % aus Weißen, zu 0,96 % aus Indianern, zu 0,53 % aus Asiaten, zu 0,75 % aus anderen „Rassen“ und zu 1,6 % aus zwei oder mehr „Rassen“. Hispanics oder Latinos „jeglicher Rasse“ bildeten 2,77 % der Bevölkerung.
Von den 438 Haushalten beherbergten 29,9 % Kinder unter 18 Jahren, 39,5 % wurden von zusammen lebenden verheirateten Paaren, 16 % von alleinerziehenden Müttern geführt; 40,9 % waren Nicht-Familien. 34,7 % der Haushalte waren Singles und 14,6 % waren alleinstehende über 65-jährige Personen. Die durchschnittliche Haushaltsgröße betrug 2,13 und die durchschnittliche Familiengröße 2,7 Personen.
Der Median des Alters in der Stadt betrug 42 Jahre. 24,2 % der Einwohner waren unter 18, 5,3 % zwischen 18 und 24, 26,8 % zwischen 25 und 44, 26,7 % zwischen 45 und 64 und 17,1 65 Jahre oder älter. Auf 100 Frauen kamen 86,1 Männer, bei den über 18-Jährigen waren es 84,2 Männer auf 100 Frauen.
Alle Angaben zum mittleren Einkommen beziehen sich auf den Median. Das mittlere Haushaltseinkommen betrug 26.354 US$, in den Familien waren es 31.944 US$. Männer hatten ein mittleres Einkommen von 26.250 US$ gegenüber 17.857 US$ bei Frauen. Das Pro-Kopf-Einkommen betrug 16.257 US$. Etwa 14,6 % der Familien und 19,8 % der Gesamtbevölkerung lebte unterhalb der Armutsgrenze; das betraf 27,3 % der unter 18-Jährigen und 8,2 % der über 65-Jährigen.

### Census 2010
Nach der Volkszählung von 2010 gab es in Twisp 919 Einwohner, 474 Haushalte und 222 Familien. Die Bevölkerungsdichte betrug 300,7 pro km². Es gab 524 Wohneinheiten bei einer mittleren Dichte von 171,5 pro km².
Die Bevölkerung bestand zu 94,6 % aus Weißen, zu 0,2 % aus Afroamerikanern, zu 1,2 % aus Indianern, zu 0,5 % aus Asiaten, zu 0,4 % aus Pazifik-Insulanern, zu 0,3 % aus anderen „Rassen“ und zu 2,7 % aus zwei oder mehr „Rassen“. Hispanics oder Latinos „jeglicher Rasse“ bildeten 3,3 % der Bevölkerung.
Von den 474 Haushalten beherbergten 20,3 % Kinder unter 18 Jahren, 31,2 % wurden von zusammen lebenden verheirateten Paaren, 11,4 % von alleinerziehenden Müttern und 4,2 % von alleinstehenden Vätern geführt; 53,2 % waren Nicht-Familien. 46 % der Haushalte waren Singles und 15,1 % waren alleinstehende über 65-jährige Personen. Die durchschnittliche Haushaltsgröße betrug 1,94 und die durchschnittliche Familiengröße 2,72 Personen.
Der Median des Alters in der Stadt betrug 46,1 Jahre. 17,5 % der Einwohner waren unter 18, 6,7 % zwischen 18 und 24, 24,3 % zwischen 25 und 44, 33,3 % zwischen 45 und 64 und 18,2 65 Jahre oder älter. Von den Einwohnern waren 49,6 % Männer und 50,4 % Frauen.